# ولدرسدورف اشتاینبروکل
ولدرسدورف اشتاینبروکل (به آلمانی: Wöllersdorf-Steinabrückl) یک منطقهٔ مسکونی در اتریش است که در ناحیه وینر نوی‌اشتات-لاند واقع شده‌است. ولدرسدورف اشتاینبروکل ۱۴٫۴۶ کیلومتر مربع مساحت دارد ۳۱۵ متر بالاتر از سطح دریا واقع شده‌است.